# Rubén Serrano Calvo
Rubén Serrano Calvo (Madrid, 1970) es un escritor, periodista y guionista de cómics español.

## Trayectoria
Rubén Serrano estudió Periodismo en la Facultad de Ciencias de la Información de la Universidad Complutense de Madrid. Trabajó para el diario ABC y la agencia de noticias EFE.
Es autor de Los peque-cíclopes (traducido a varios idiomas y elegido por Unicef para formar parte de la metodología del retorno a la alegría y contribuir a la recuperación psico-afectiva de la infancia de Haití tras el terremoto del 12 de enero de 2010).
Este escritor se centra en la creación de obras de género fantástico, terror y ciencia ficción.
Por otra parte, Serrano ha coordinado diversas antologías colectivas y colecciones, como Los nuevos Mitos de Cthulhu (Edge Entertainment), Relatos insólitos, Legendarium (Editorial Nowtilus/Tombooktu), Zombimaquia (Dolmen Editorial)  o Crónicas de la Marca del Este (Holocubierta Ediciones), entre otras.
En 2011, fue galardonado con el premio Ignotus al mejor tebeo por el guion de cómic de La espada del cazador.
Fue miembro de la desaparecida Asociación Española de Escritores de Terror Nocte, en la que desempeñó el cargo de jefe de prensa.

### Novela
- Nargaudán (2011)
- Sueños entre las estrellas (2005)
- Ricardo, caballero del rey (1999)

### Narrativa infantil y juvenil
- El gigante y la luna (2014)
- Uno de ellos (2012)
- El pequeño profesor y el dragón del caos (2010)
- La Roca Maldita (2008)
- Los duendes de Navalcarnero (2005)
- Los peque-cíclopes (2004)
- El destino de Blanca Rosa (2003)

### Relatos
- Instinto de conservación (2017)
- Tecnofobia (2015)
- Amor y eternidad (2014)
- Diario del Mal (2014)
- La llamada de Dagón (2014)
- Amanecer (2013)
- Le récit de John (El relato de John), publicado en francés (2013)
- Las Que Juegan A Las Tinieblas (2013)
- En las cimas de la locura (2012)
- Los amantes de piedra (2012)
- El horror acecha (2012)
- Holópolis (2012)
- Los Suplicantes del Lamento (2012)
- Nidiah y el Orbe de los Deseos (2011)
- Diabólica influencia (2011)
- Movimiento de cámara (2011)
- Nidiah y la Cámara de las Almas Puras (2011)
- El tercer sitio de Zaragoza (2010)
- La comunidad (2010)
- La primera resurrección (2010)
- La máscara de Isis (2009)
- Primer beso (2009)
- Eclipse de Tiempo (2008)
- El horror subterráneo (2008)
- La Espada del Cazador (2005)

## Guiones de cómic
- Horrores breves ilustrados (2016)
- ErradicaZión (2013)
- Horror  vacui (2012)
- Euviyam, paladín de Valion (2012)
- La espada del cazador (cómic) (2010)

## Antologías compiladas
- Adoradores de Cthulhu (Edge Entertainment, 2017)
- Ritos de Dunwich (Edge Entertainment, 2017)
- Donde reside el horror (libro) (Edge Entertainment, 2014)
- Imaginaria (2014)
- Relatos insólitos (2014)
- Los terroríficos cuentos de Raxnarín (2012)
- Las mil caras de Nyarlathotep (Edge Entertainment, 2012)
- Legendarium (Tombooktu, editorial Nowtilus, 2012)
- Los nuevos Mitos de Cthulhu (Edge Entertainment, 2011)
- Crónicas de la Marca del Este volumen 2 (Holocubierta ediciones, 2011)
- Zombimaquia. Antología Z volumen 4 (Dolmen Editorial, 2011)
- Crónicas de la Marca del Este (Holocubierta ediciones, 2011)
- CuentAutismo. Antología de cuentos infantiles sobre trastornos del espectro autista (2010)
- DisCuentos. Cuentos infantiles sobre discapacidad (El Gato de 5 Patas edit., 2009)